# Bui
Departament Bui – jednostka administracyjna w Regionie Północno-Zachodnim w Kamerunie ze stolicą w Kumbo. Powierzchnia Bui wynosi 2297 km². Według danych statystycznych w 1976 roku na terytorium departamentu mieszkało 142 015 osób, w 1987 roku – 219 695 osób, a w 2001 roku – 322 877 osób .